# ジャフナ
ジャフナ（タミル語: யாழ்ப்பாணம், シンハラ語: යාපනය ヤーパナヤ, 英語: Jaffna）は、スリランカの都市。スリランカ最北端のジャフナ半島の先端部に位置する。北部州の州都であり、ジャフナ県の県都でもある。
ジャフナ郊外のナルアは13世紀から17世紀までの4世紀、ジャフナ王国の首都であった。ジャフナの町自体は、同王国が滅亡した後の1619年にポルトガルにより建設された。後にオランダにより攻略され、1796年にはイギリスの支配下に入った。植民地時代から1983年のスリランカ内戦勃発前までは、コロンボ首都圏に次ぐ人口を持つスリランカ第2の都市であった。内戦中は1986年と1989年から1995年にかけて反政府組織タミルイーラム解放のトラ (LTTE) の支配下に置かれており、1987年にはインド平和維持軍が駐留した。

## 地理と気候
ジャフナは都市の西と南をジャフナ・ラグーンに囲まれており、北にはKokkuvilとティルネルヴェーリが、東にはナルアの町がある。ジャフナ半島は中新世に海面下で作られた石灰岩の地層からなり、石灰岩は灰色や黄色、白の多孔質からなっている。陸地は全体的に平坦で低地である。市の中心部から1 mi (1.6 km)ほどのマンダイティヴ島とは土手道で結ばれている。パルミラヤシはこの地域の建物の立っていない場所ならどこでも見ることが出来る。その他の植生としては、talai (alae africana) に koddanai（キョウチクトウ）と呼ばれる葉の無い植物を見ることが出来る。
ジャフナの気候は、はっきりした乾季の無い熱帯雨林気候である。ジャフナの平均気温はスリランカの中でも高く、27℃にも上る。最も気温が高いのは4月から5月と8月から9月で、逆に最も低いのは12月から1月である。年間の平均降水量の多くは北東モンスーンでもたらされるが、ジャフナ周辺でも地域や年によって変化が大きい。ジャフナ半島の西部では平均降水量は50 in (1,300 mm)に達する。
| ジャフナの気候       | ジャフナの気候 | ジャフナの気候 | ジャフナの気候 | ジャフナの気候 | ジャフナの気候 | ジャフナの気候 | ジャフナの気候 | ジャフナの気候 | ジャフナの気候 | ジャフナの気候 | ジャフナの気候 | ジャフナの気候 | ジャフナの気候 |
| 月                   | 1月            | 2月            | 3月            | 4月            | 5月            | 6月            | 7月            | 8月            | 9月            | 10月           | 11月           | 12月           | 年             |
| -------------------- | -------------- | -------------- | -------------- | -------------- | -------------- | -------------- | -------------- | -------------- | -------------- | -------------- | -------------- | -------------- | -------------- |
| 日平均気温 °C （°F） | 25 (77)        | 26 (79)        | 28 (82)        | 29 (84)        | 29 (84)        | 28 (82)        | 28 (82)        | 28 (82)        | 28 (82)        | 27 (81)        | 25 (77)        | 24 (75)        | 27 (81)        |
| 降水量 mm （inch）   | 70 (2.76)      | 30 (1.18)      | 20 (0.79)      | 50 (1.97)      | 40 (1.57)      | 10 (0.39)      | 20 (0.79)      | 30 (1.18)      | 60 (2.36)      | 230 (9.06)     | 380 (14.96)    | 260 (10.24)    | 1,270 (50)     |
| 出典：Weatherbase    |                |                |                |                |                |                |                |                |                |                |                |                |                |

## 人口動態
ジャフナは歴史的にはタミル人やムーア人（ムスリム）、ヨーロッパ人にヨーロッパ系のバーガー人が多く居住する都市であった。時代の移り変わりとともに、ヨーロッパ人やバーガー人は徐々に同化・移住していき、次第にタミル人とムーア人が優勢になっていった。ヨーロッパ人とスリランカ人は都市の中で異なる地域に居住していた。市内のほとんどの家は控えめなサイズであり、通りはきれいに保たれていた。20世紀になると人口もまた増加し、さらにシンハラ人もジャフナに移住するようになり、内戦勃発以前、ジャフナにはムーア人にシンハラ人、インド・タミルそれにその他小さな民族集団が居住していた。
植民地時代、ジャフナはスリランカで2番目に大きな都市であった。独立後もジャフナは首都コロンボ周辺地域を超える勢いで成長を続けており、1981年時点でも、ジャフナはコロンボ大都市圏以外では最大の都市の座を維持していた。しかしジャフナの人口は、北部州や東部州の他の地域と同様、内戦により深刻な影響を受けた。多くのタミル人が西側諸国や比較的安全なコロンボへと移住し、また少数派であったムーア人やシンハラ人はジャフナから追放あるいは逃亡して、都市の人口は30年前の水準を下回るまでに激減した。こうした元住民は内戦期間中に他の地域に定住しており、人口は2009年の内戦終結後も大きくは回復していない。
| 年   | 1880年 | 1891年   | 1901年   | 1911年   | 1921年   | 1931年   | 1946年   | 1953年   | 1963年   | 1971年   | 1981年   | 1994年        | 2007年 | 2010年   |
| ---- | ------ | -------- | -------- | -------- | -------- | -------- | -------- | -------- | -------- | -------- | -------- | ------------- | ------ | -------- |
| 人口 | 4,000  | 43,179   | 33,879   | 40,441   | 42,436   | 45,708   | 62,543   | 77,811   | 94,670   | 107,184  | 118,224  | 149,000       | 83,563 | 84,416   |
| 順位 |        | 2位      | 3位      | 2位      | 2位      | 2位      | 2位      | 3位      | 3位      | 3位      | 4位      |               |        | 14位     |
| 出典 | 推計   | 国勢調査 | 国勢調査 | 国勢調査 | 国勢調査 | 国勢調査 | 国勢調査 | 国勢調査 | 国勢調査 | 国勢調査 | 国勢調査 | 国勢調査/推計 | 推計   | 国勢調査 |

### 宗教
| 左: 修復されたモスク、右: 1861年建立のセント・ジェームズ・チャーチ |  | 左: 修復されたモスク、右: 1861年建立のセント・ジェームズ・チャーチ |
| 左: 修復されたモスク、右: 1861年建立のセント・ジェームズ・チャーチ |  |                                                                    |

タミル人の大半はヒンドゥー教徒である。キリスト教徒は大半がカトリックで、その他に僅かながらアメリカン・セイロン・ミッションやその他植民地時代の諸教会の後継である南インド教会のプロテスタントが存在する。ムーア人はイスラム教徒であり、スンナ派が優勢であるが北インドやパキスタンから移住した商人には僅かながらシーア派も存在している。またジャフナには少数ながらタミル人の仏教徒も存在している。これらの仏教徒は20世紀に入り大菩提会の活動により上座部仏教に改宗した人々である。シンハラ人の多くは仏教徒かカトリックである。
その他、ジャフナにはKuravarと呼ばれるテルグ語またはタミル語の方言を話す非定住の小集団も居り、彼らは季節になるとジャフナを訪れている。タミル人はカースト制度によりカーストごとに分かれているが、都市部ではカーストよりも社会階級の方が重要とされている。

## 経済と交通

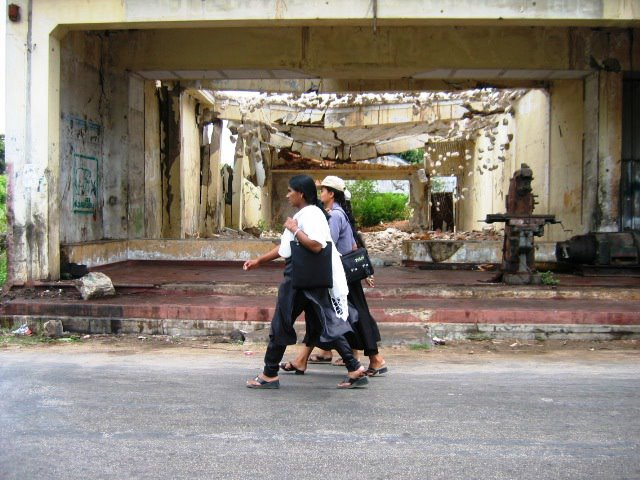
破壊された工房の前を歩く学生（2007年）

ジャフナは元々、ヨーロッパ商人により交易都市として設立された。しかしながら、ポルトガル到達以前のジャフナ王国の時代からジャフナ港は使用されており、ヨーロッパ商人の活動により広く知られるようになったものである。植民地時代は、布・金銀製品の製造、タバコ・米の加工、その他関連する活動が、ジャフナ経済の重要な部分を占めていた。近代には港が都市の主要な収入源となったが、後にその収入は大幅に減少、現代では漁港として活用されるのみである。内戦以前、ジャフナには食品加工にパッケージング、家庭向け製品の製造、塩の加工といった幅広い産業が存在していたが、その大半は1995年以降活動を停止してしまっている。ほとんどの実業家・起業家・ビジネスマンはスリランカの他の地域や海外へと活動の場を移してしまった。しかし内戦が終結した2009年以降、EUやアメリカ、インドといった外国政府や国内の投資家、海外に移り住んだタミル人からの投資がジャフナ県ならびに都市へと寄せられるようになっている。
ジャフナはスリランカ最大の都市コロンボから396 kmの距離にある。コロンボとは鉄道ならびに幹線道路により結ばれているが、いずれも内戦中は切断された状態にあった。1990年に運行停止されたYal Devi列車は、四半世紀を経た2014年10月にようやく路線の再建が完了し、運行再開となった。都市の主要な鉄道駅はジャフナ駅である。
ジャフナとスリランカの他の都市を結ぶA9ハイウェイは、鉄道に先駆け2002年の停戦以後通行可能となっている。この道路には公営と民営のバス路線が運行されている。コロンボ - ジャフナ間の商業飛行にはジャフナ空港が利用可能である。

## 施設
- ナルア・カンダスワミ寺院
- ジャフナ要塞
- ジャフナ考古学博物館

## 写真

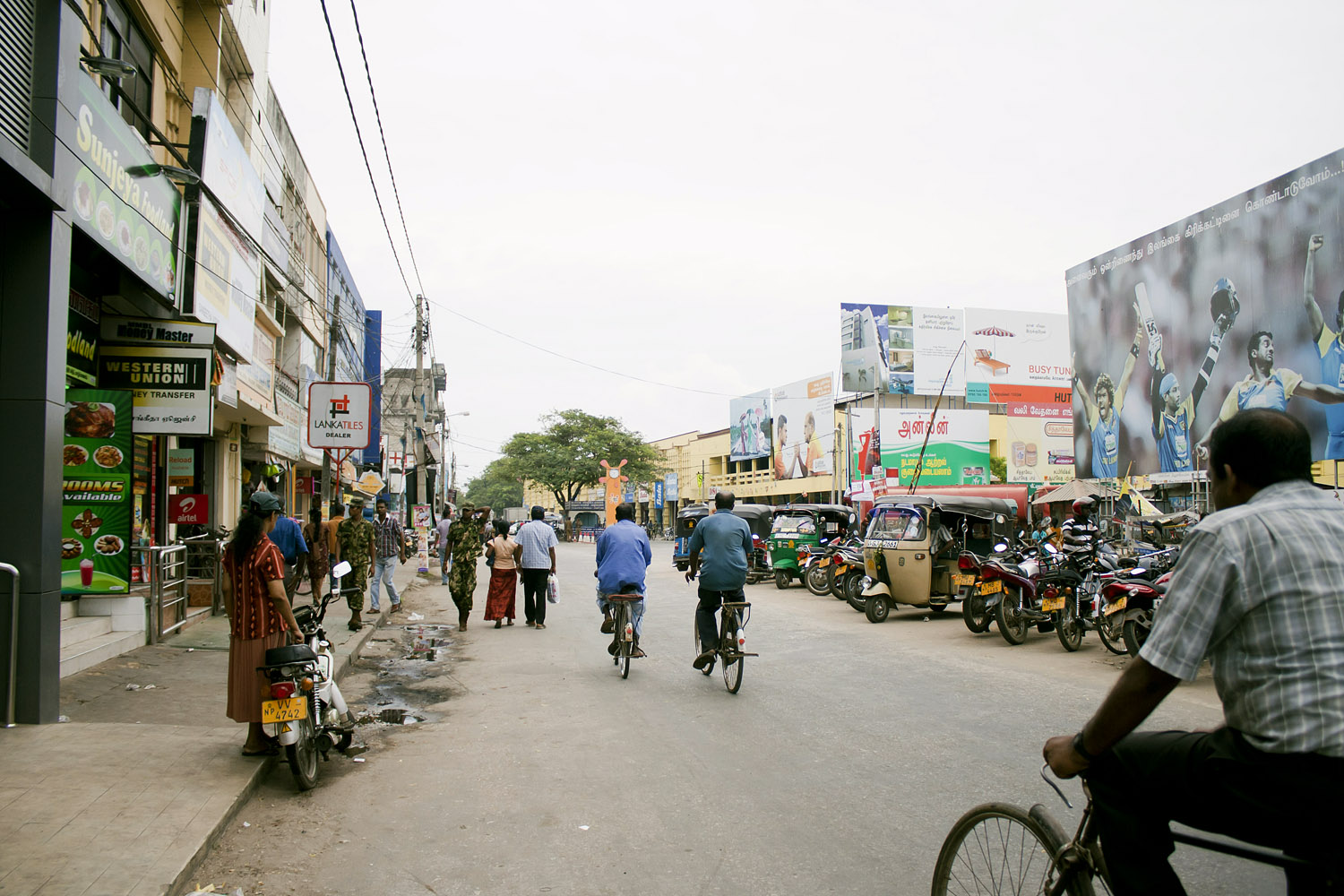
ジャフナのストリート
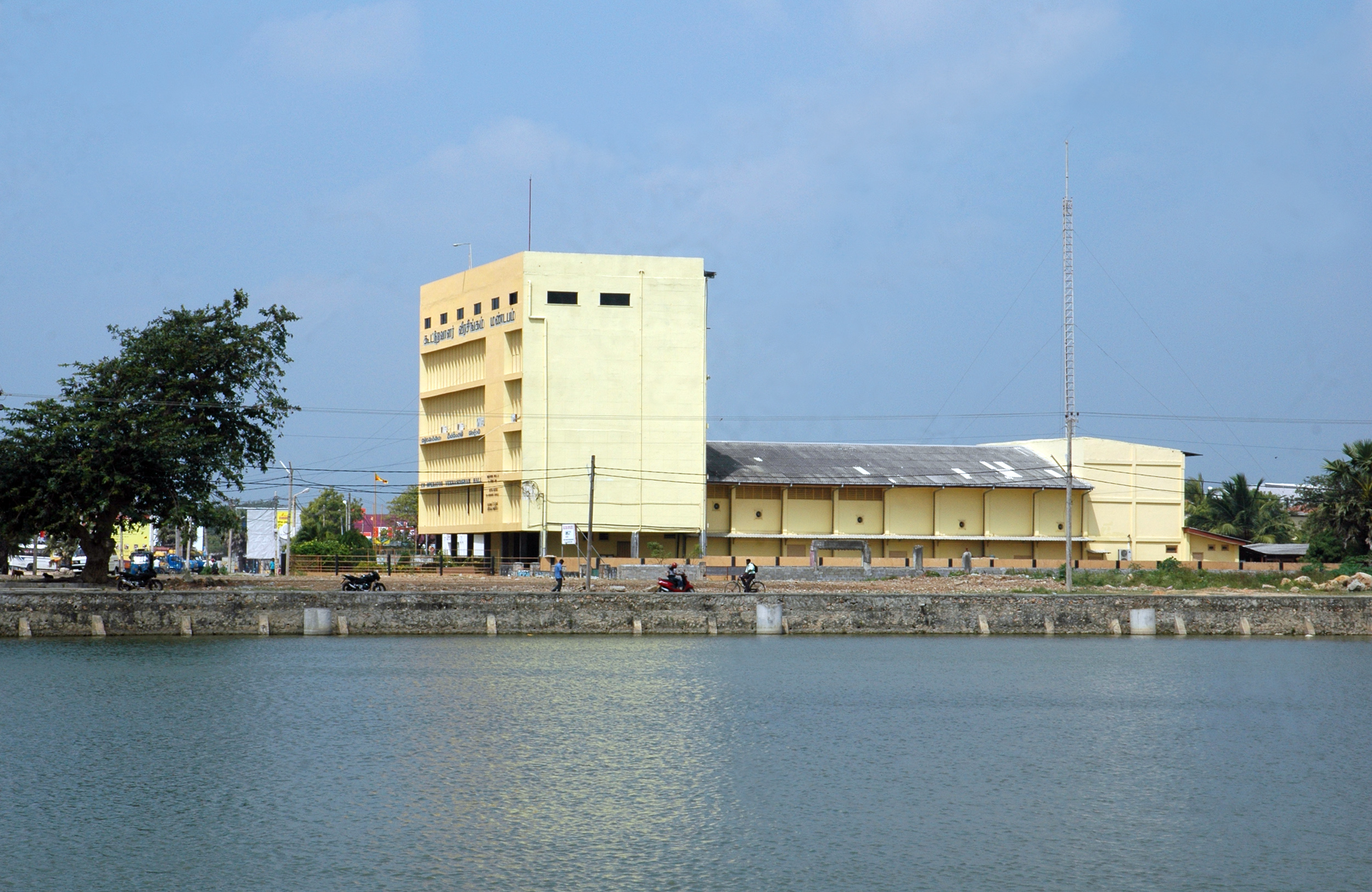
Veerasingham Hall
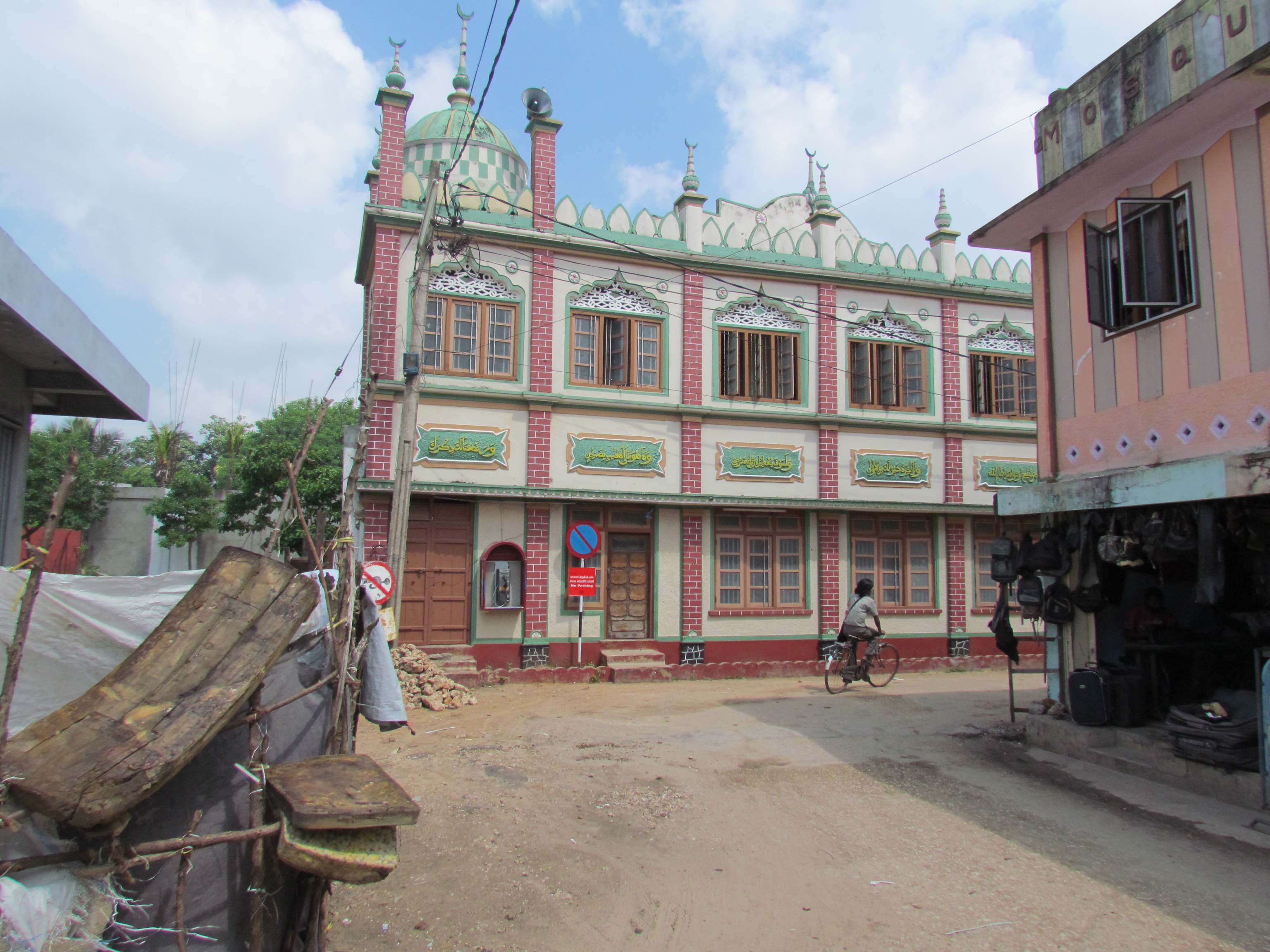
ジャフナ要塞のモスク
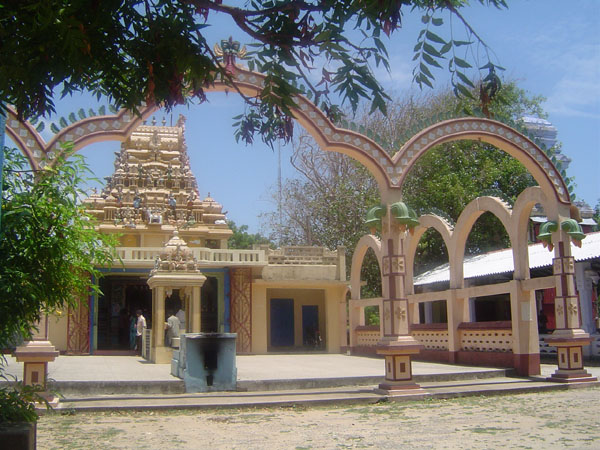
Muneswaranヒンドゥー寺院
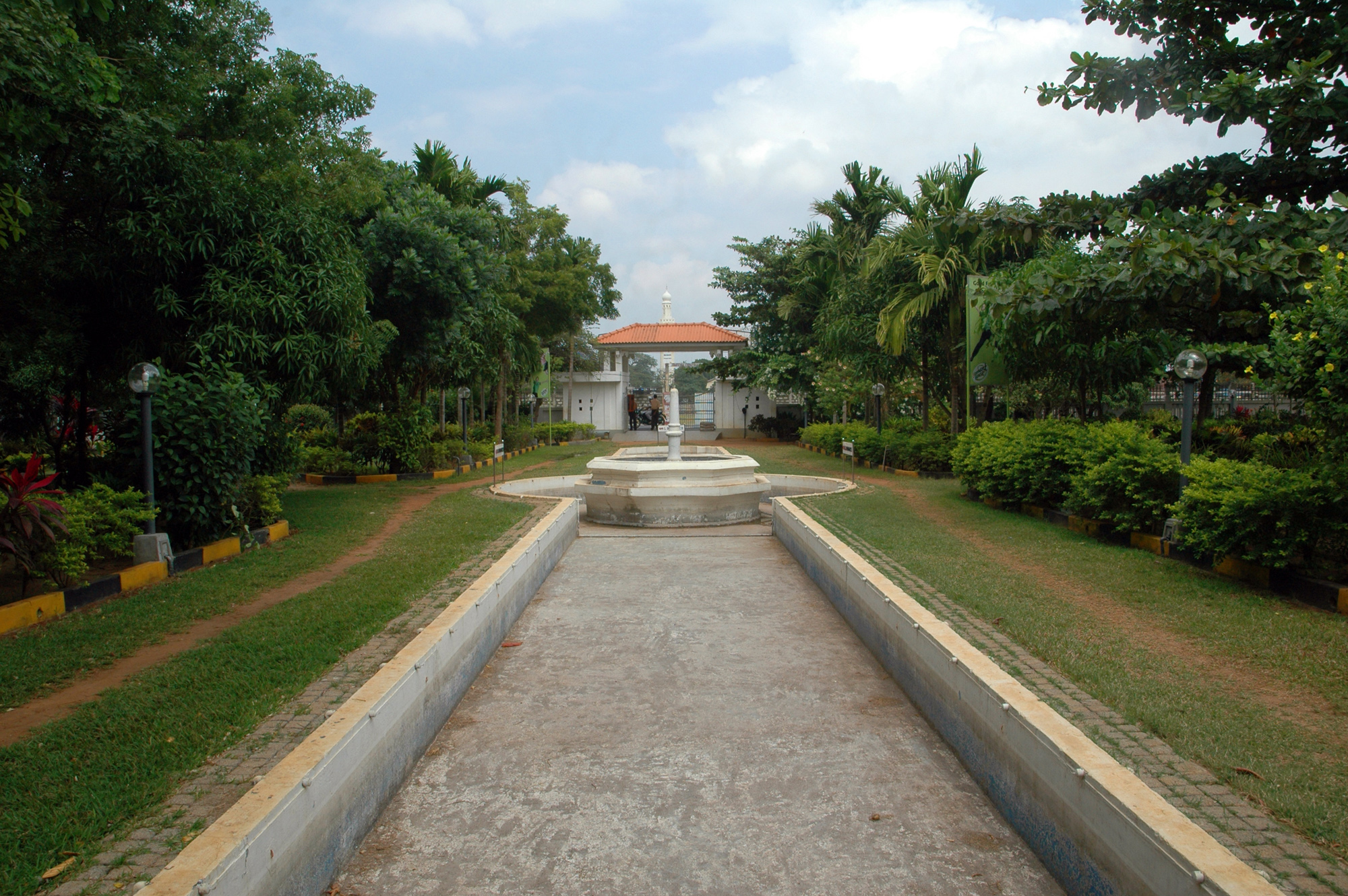
スブラマニアン・チルドレン・パーク
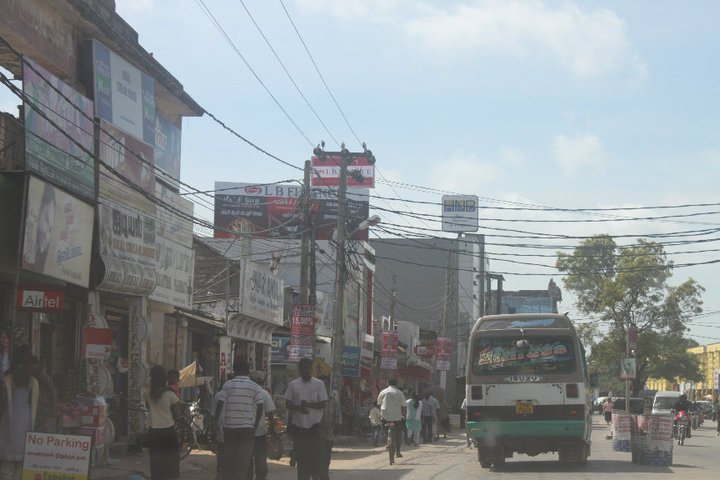
ジャフナのホスピタル・ロード
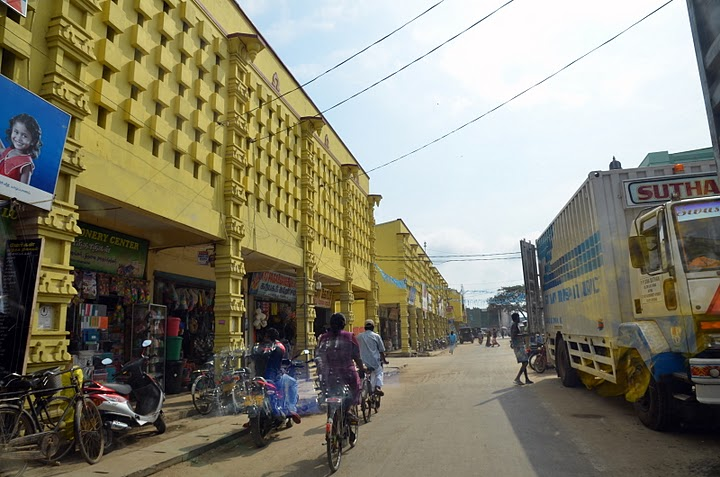
ジャフナの町